# Congridae

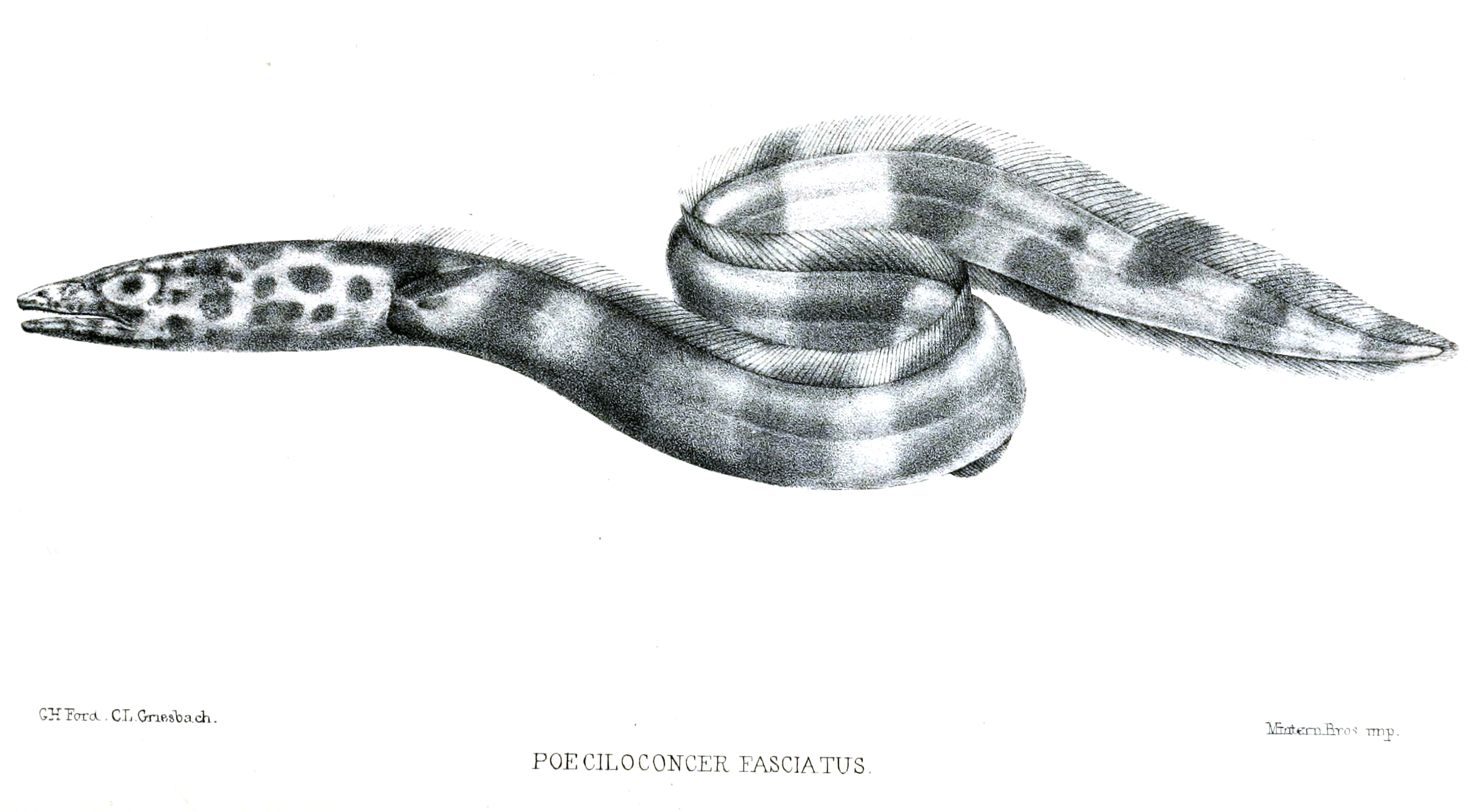
Ariosoma fasciatum

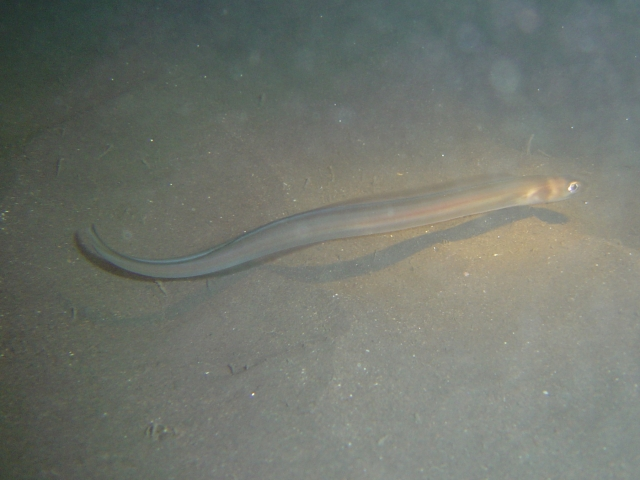
Ariosoma balearicum

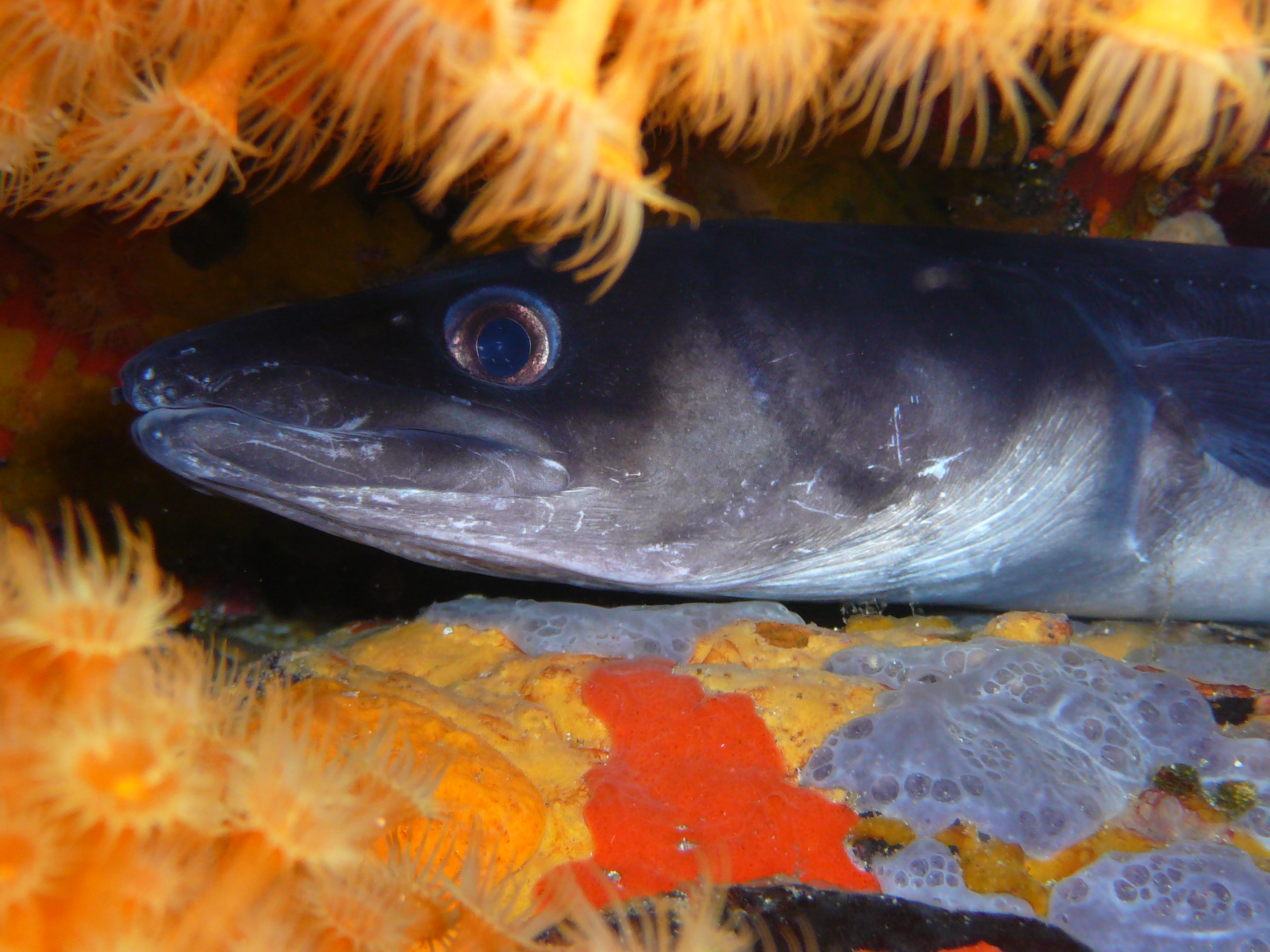
Conger conger

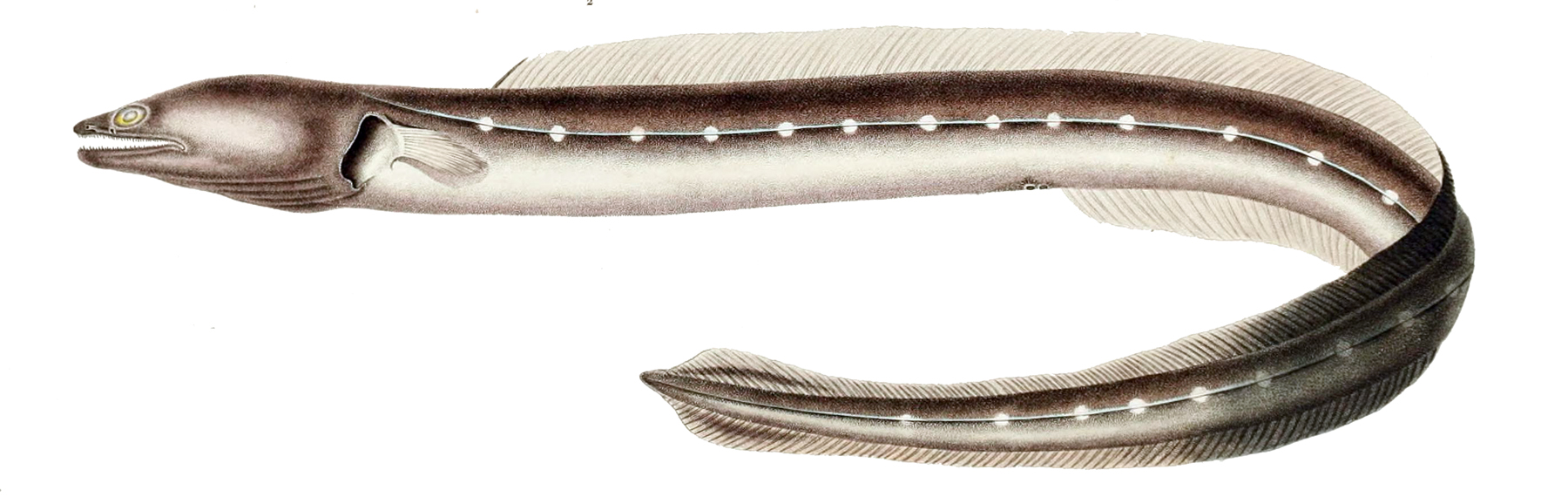
Conger orbignianus

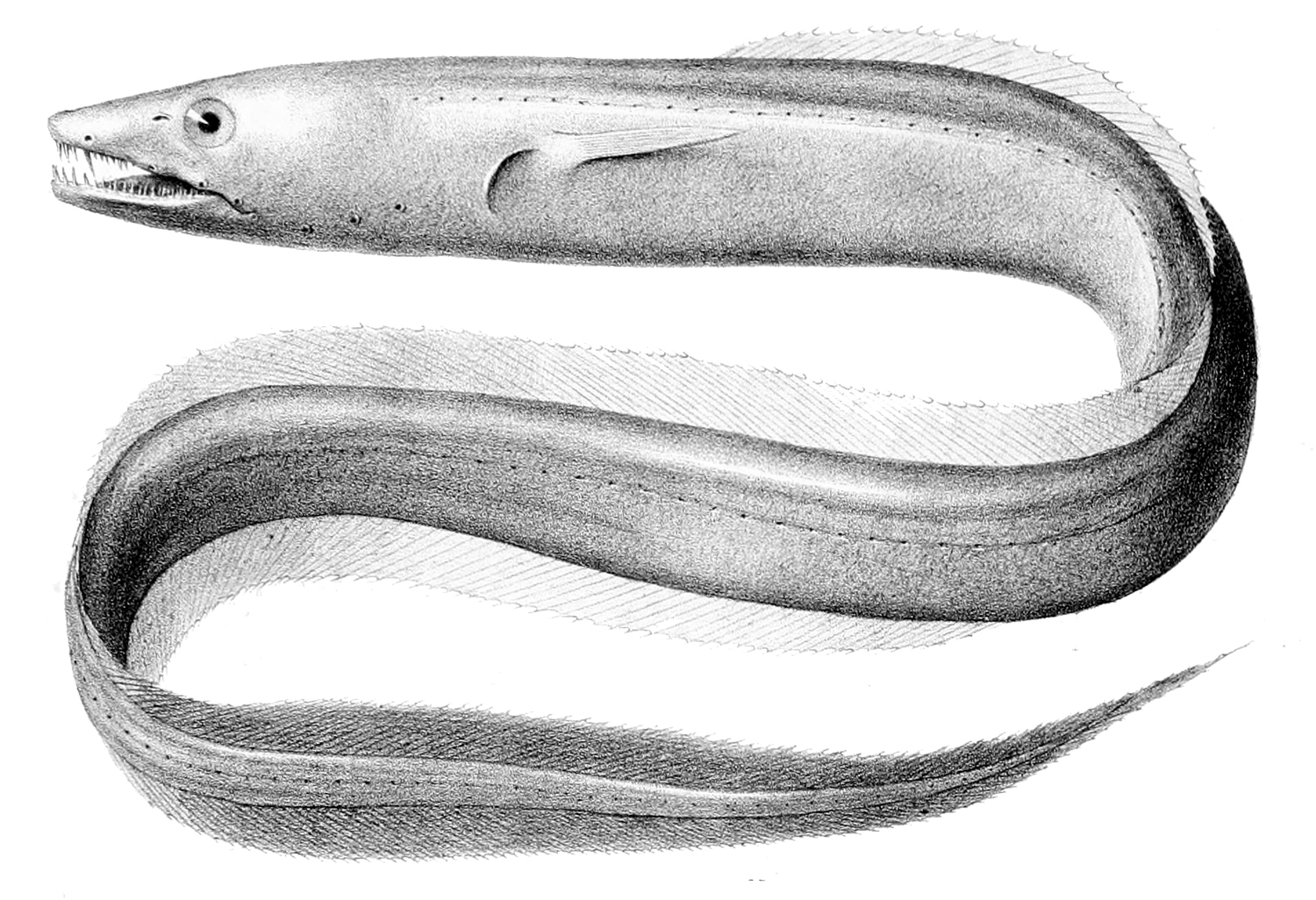
Bathyuroconger vicinus

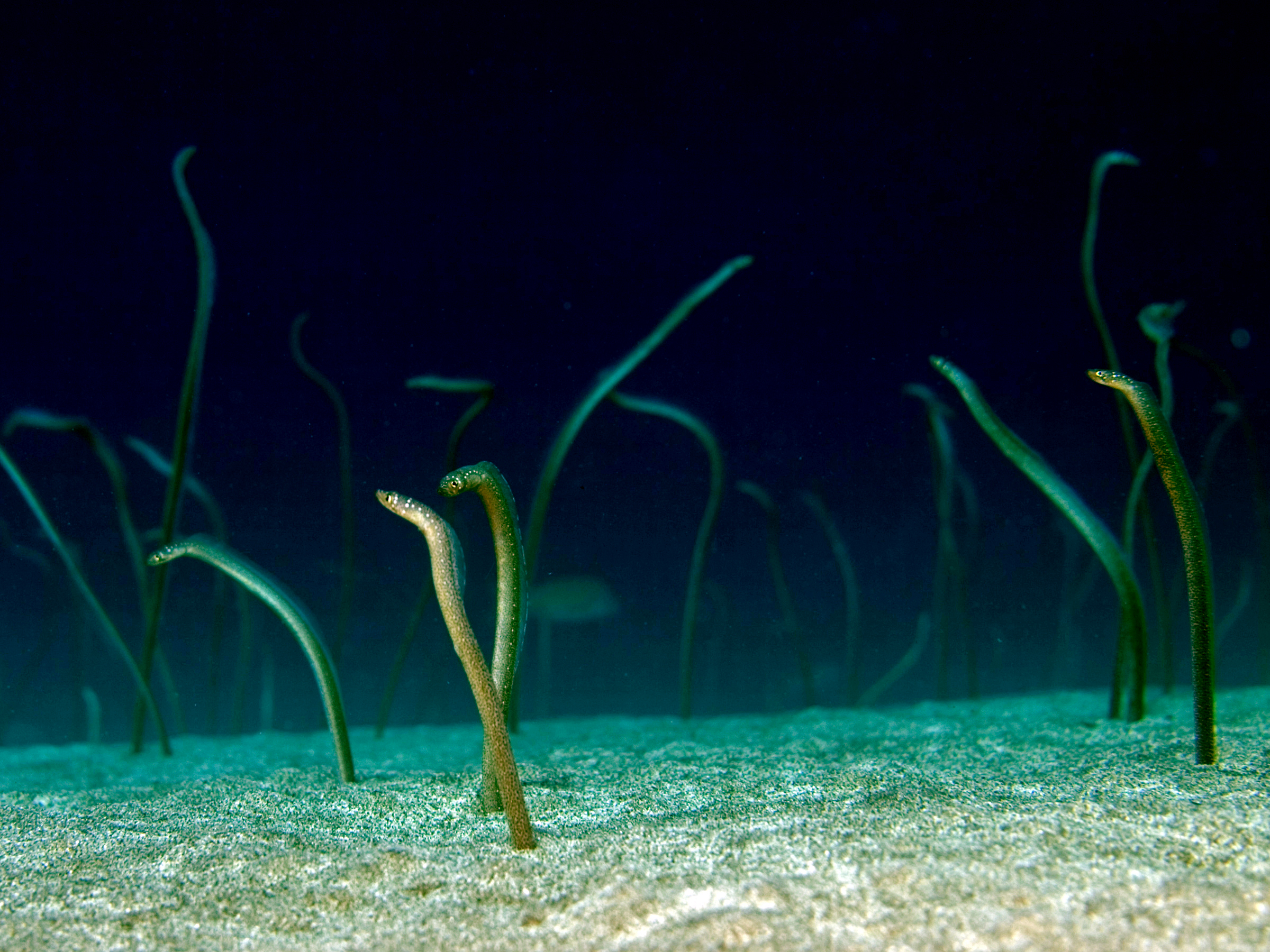
Gorgasia barnesi

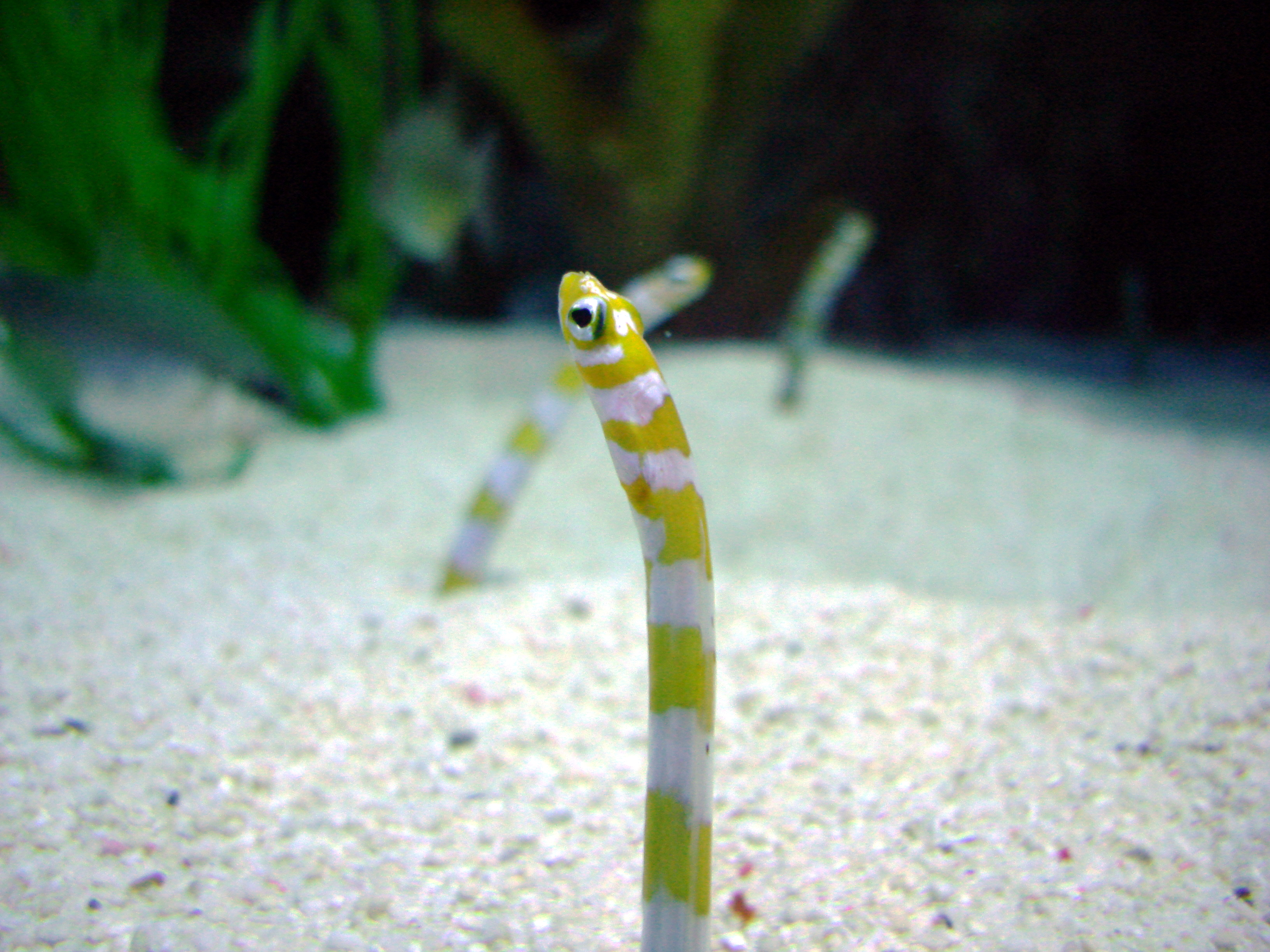
Gorgasia preclara

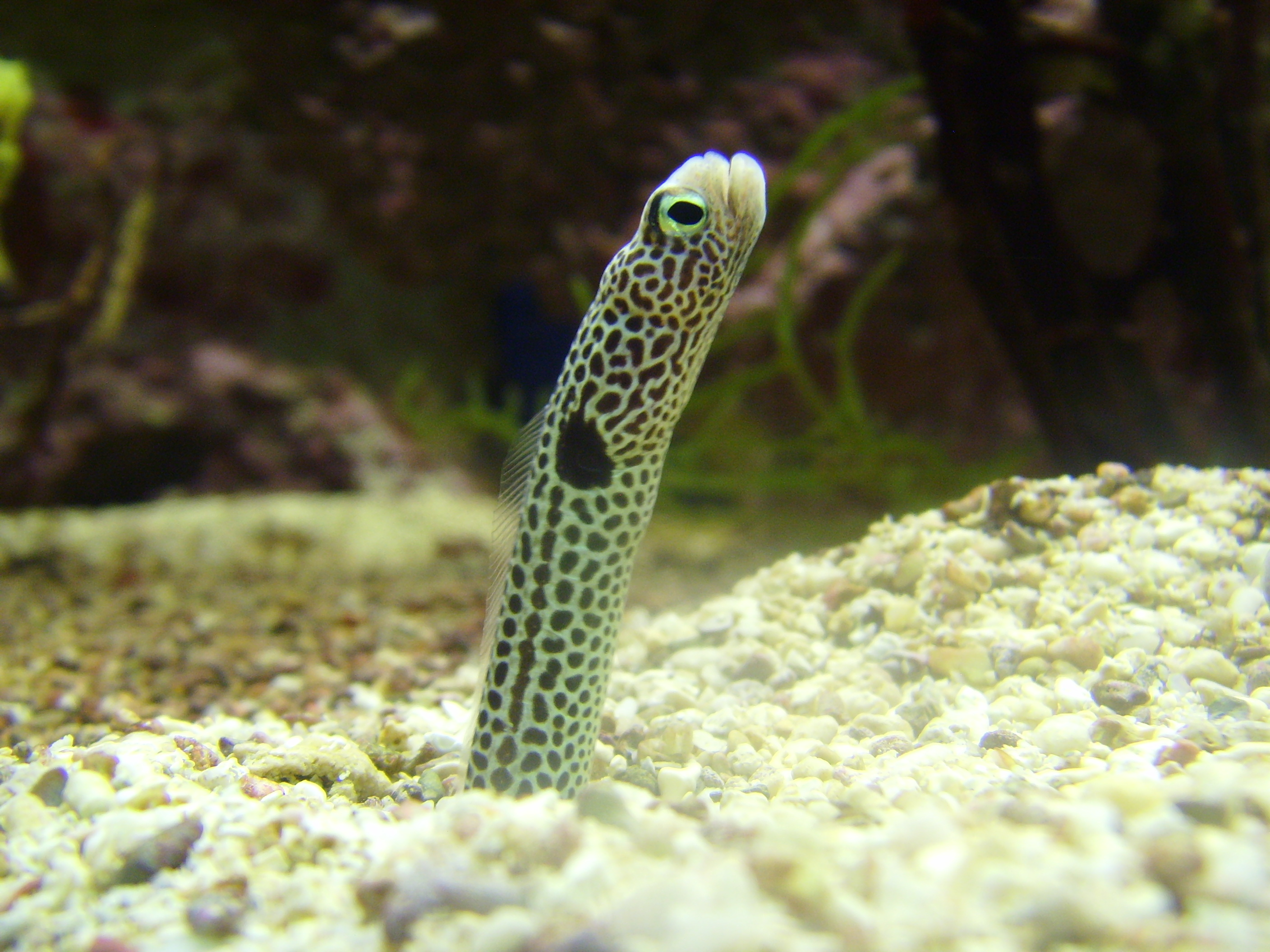
Heteroconger hassi

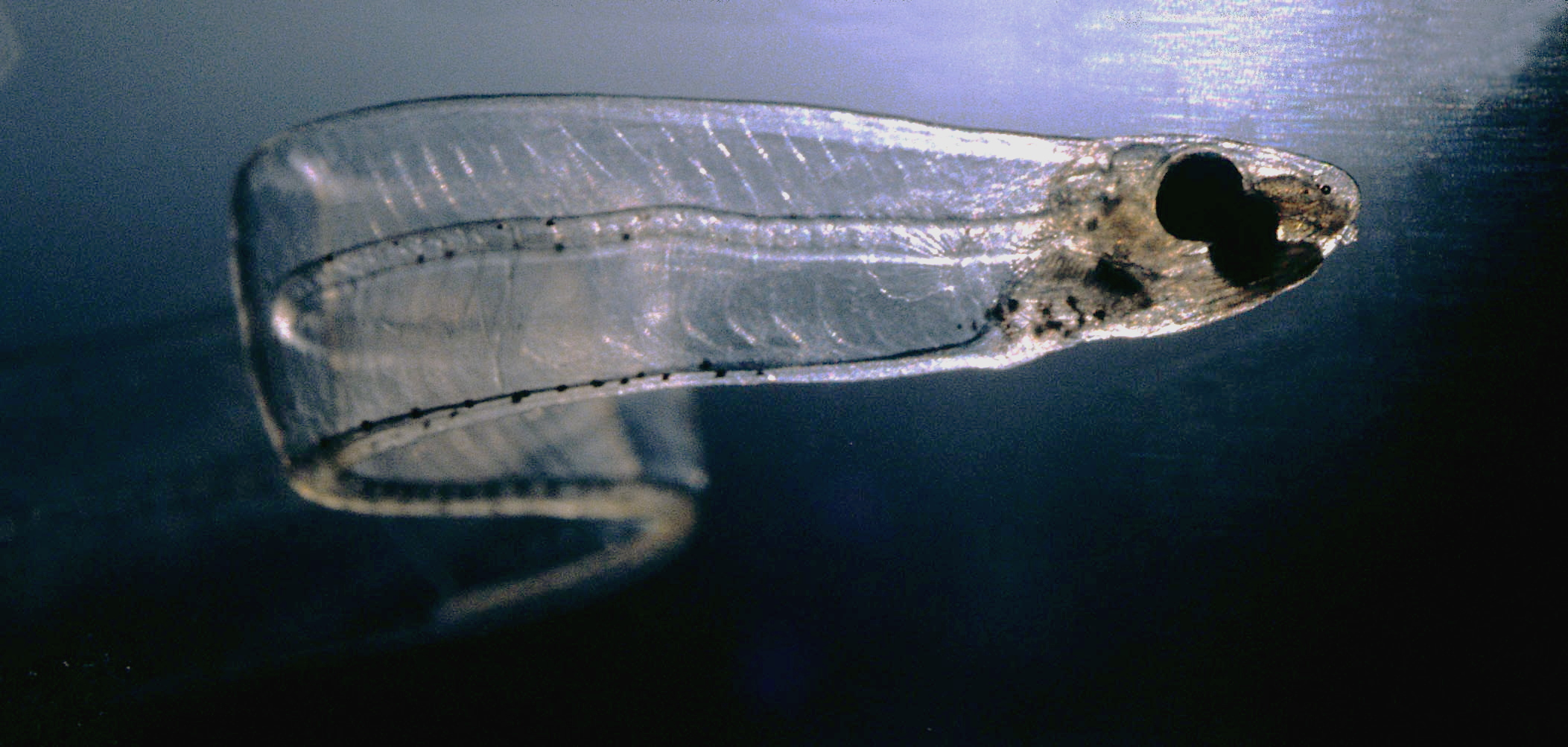
Leptocefalo di un Congridae

I Congridae sono una famiglia di pesci ossei marini dell'ordine Anguilliformes.

## Distribuzione e habitat
Sono diffusi in tutti gli oceani con preferenza per le zone temperate o le acque profonde dei mari tropicali. Esistono specie costiere che si possono trovare in pochi centimetri d'acqua e specie abissali. Le specie della sottofamiglia Heterocongrinae popolano i fondali sabbiosi a bassa profondità dei mari tropical dove formano fitte colonie di individui infossati nella sabbia con la parte caudale
Nel mar Mediterraneo esistono quattro specie: Conger conger (grongo), Ariosoma balearicum (grongo delle Baleari), Gnathophis mystax (grongo nasuto) e Rhynchoconger trewavasae, quest'ultimo di origine lessepsiana e noto solamente per un individuo catturato nel 1993 lungo le coste israeliane

## Descrizione
Questi pesci condividono con gli altri Anguilliformes l'aspetto serpentiforme e l'assenza di pinne ventrali. I Congridae sono dotati di denti sviluppati, spesso ben visibili, disposti anche in più di una fila. La lingua è sviluppata. Sono privi di scaglie. In quasi tutte le specie le pinne pettorali sono normalmente sviluppate. La pinna pari mediana in cui sono unite la pinna dorsale, la pinna caudale e la pinna anale è sviluppata.
Sono animali di taglia media piuttosto grande. Conger conger, la specie di maggiori dimensioni, può eccezionalmente raggiungere i 3 metri di lunghezza e i 110 kg di peso

## Evoluzione
I più antichi membri dei Congridae sono noti dall'Eocene medio (circa 50 milioni di anni fa) e i loro resti fossili sono stati ritrovati nel famoso giacimento di Bolca in provincia di Verona: Bolcyrus e Voltaconger latispinus. Altri animali simili a congridi sono conosciuti a partire dal Cretaceo superiore.

## Biologia

### Alimentazione
Gli Heterocongrinae si nutrono di zooplancton, gli altri Congridae sono carnivori e si cibano prevalentemente di pesci e crostacei.

### Riproduzione
Sembra non effettuino migrazioni riproduttive. Le larve, come in tutti gli anguilliformi, sono leptocefali, riconoscibili per la forma più allungata e il corpo meno alto.

## Pesca
Alcune specie hanno carni apprezzate sui mercati. Il mediterraneo Conger conger invece viene ritenuto scadente e impiegato solo come componente indispensabile di varie zuppe di pesce

## Tassonomia
- Sottofamiglia Bathymyrinae
  - incertae sedis
    - Ophisoma prorigerum Gilbert, 1891

  - Genere Ariosoma Swainson, 1838
    - Ariosoma anago
    - Ariosoma anagoides
    - Ariosoma anale
    - Ariosoma balearicum
    - Ariosoma bauchotae
    - Ariosoma coquettei
    - Ariosoma fasciatum
    - Ariosoma gilberti
    - Ariosoma howensis
    - Ariosoma major
    - Ariosoma marginatum
    - Ariosoma mauritianum
    - Ariosoma meeki
    - Ariosoma megalops
    - Ariosoma mellissii
    - Ariosoma multivertebratum
    - Ariosoma nigrimanum
    - Ariosoma obud
    - Ariosoma ophidiophthalmus
    - Ariosoma opistophthalmum
    - Ariosoma prorigerum
    - Ariosoma sanzoi
    - Ariosoma sazonovi
    - Ariosoma scheelei
    - Ariosoma selenops
    - Ariosoma sereti
    - Ariosoma shiroanago
    - Ariosoma sokotranum

  - Genere Bathymyrus Alcock, 1889
    - Bathymyrus echinorhynchus
    - Bathymyrus simus
    - Bathymyrus smithi

  - Genere Chiloconger Myers & Wade, 1941
    - Chiloconger dentatus
    - Chiloconger philippinensis

  - Genere Kenyaconger Smith & Karmovskaya, 2003
    - Kenyaconger heemstrai

  - Genere Parabathymyrus Kamohara, 1938
    - Parabathymyrus brachyrhynchus
    - Parabathymyrus fijiensis
    - Parabathymyrus karrerae
    - Parabathymyrus macrophthalmus
    - Parabathymyrus oregoni

  - Genere Paraconger Kanazawa, 1961
    - Paraconger californiensis
    - Paraconger caudilimbatus
    - Paraconger guianensis
    - Paraconger macrops
    - Paraconger notialis
    - Paraconger ophichthys
    - Paraconger similis

  - Genere Poeciloconger Günther, 1872
    - Poeciloconger kapala
- Sottofamiglia Congrinae
  - Genere Acromycter Smith & Kanazawa, 1977
    - Acromycter alcocki
    - Acromycter atlanticus
    - Acromycter longipectoralis
    - Acromycter nezumi
    - Acromycter perturbator

  - Genere Bassanago Whitley, 1948
    - Bassanago albescens
    - Bassanago bulbiceps
    - Bassanago hirsutus
    - Bassanago nielseni

  - Genere Bathycongrus Ogilby, 1898
    - Bathycongrus aequoreus
    - Bathycongrus bertini
    - Bathycongrus bleekeri
    - Bathycongrus bullisi
    - Bathycongrus dubius
    - Bathycongrus guttulatus
    - Bathycongrus longicavis
    - Bathycongrus macrocercus
    - Bathycongrus macrurus
    - Bathycongrus nasicus
    - Bathycongrus odontostomus
    - Bathycongrus parapolyporus
    - Bathycongrus parviporus
    - Bathycongrus polyporus
    - Bathycongrus retrotinctus
    - Bathycongrus thysanochilus
    - Bathycongrus trilineatus
    - Bathycongrus trimaculatus
    - Bathycongrus unimaculatus
    - Bathycongrus varidens
    - Bathycongrus vicinalis
    - Bathycongrus wallacei

  - Genere Bathyuroconger Fowler, 1934
    - Bathyuroconger parvibranchialis
    - Bathyuroconger vicinus

  - Genere Blachea Karrer & Smith, 1980
    - Blachea longicaudalis
    - Blachea xenobranchialis

  - Genere Conger Bosc, 1817
    - Conger cinereus
    - Conger conger
    - Conger erebennus
    - Conger esculentus
    - Conger japonicus
    - Conger macrocephalus
    - Conger marginatus
    - Conger myriaster
    - Conger oceanicus
    - Conger oligoporus
    - Conger orbignianus
    - Conger philippinus
    - Conger triporiceps
    - Conger verreauxi
    - Conger wilsoni

  - Genere Congrhynchus Fowler, 1934
    - Congrhynchus talabonoides

  - Genere Congriscus Jordan & Hubbs, 1925
    - Congriscus maldivensis
    - Congriscus marquesaensis
    - Congriscus megastoma

  - Genere Congrosoma Garman, 1899
    - Congrosoma evermanni

  - Genere Diploconger Kotthaus, 1968
    - Diploconger polystigmatus

  - Genere Gnathophis Kaup, 1860
    - Gnathophis andriashevi
    - Gnathophis asanoi
    - Gnathophis bathytopos
    - Gnathophis bracheatopos
    - Gnathophis capensis
    - Gnathophis castlei
    - Gnathophis cinctus
    - Gnathophis codoniphorus
    - Gnathophis grahami
    - Gnathophis habenatus
    - Gnathophis heterognathos
    - Gnathophis heterolinea
    - Gnathophis leptosomatus
    - Gnathophis longicauda
    - Gnathophis macroporis
    - Gnathophis melanocoelus
    - Gnathophis microps
    - Gnathophis musteliceps
    - Gnathophis mystax
    - Gnathophis nasutus
    - Gnathophis neocaledoniensis
    - Gnathophis nystromi
      - Gnathophis nystromi ginanago
      - Gnathophis nystromi nystromi

  - Genere Japonoconger Asano, 1958
    - Japonoconger africanus
    - Japonoconger caribbeus
    - Japonoconger sivicolus

  - Genere Lumiconger Castle & Paxton, 1984
    - Lumiconger arafura

  - Genere Macrocephenchelys Fowler, 1934
    - Macrocephenchelys brachialis
    - Macrocephenchelys brevirostris

  - Genere Promyllantor Alcock, 1890
    - Promyllantor adenensis
    - Promyllantor atlanticus
    - Promyllantor purpureus

  - Genere Pseudophichthys Roule, 1915
    - Pseudophichthys splendens

  - Genere Rhynchoconger Jordan & Hubbs, 1925
    - Rhynchoconger ectenurus
    - Rhynchoconger flavus
    - Rhynchoconger gracilior
    - Rhynchoconger guppyi
    - Rhynchoconger nitens
    - Rhynchoconger squaliceps
    - Rhynchoconger trewavasae

  - Genere Scalanago Whitley, 1935
    - Scalanago lateralis

  - Genere Uroconger Kaup, 1856
    - Uroconger drachi
    - Uroconger erythraeus
    - Uroconger lepturus
    - Uroconger syringinus

  - Genere Xenomystax Gilbert, 1891
    - Xenomystax atrarius
    - Xenomystax austrinus
    - Xenomystax bidentatus
    - Xenomystax congroides
    - Xenomystax trucidans
- Sottofamiglia Heterocongrinae
  - incertae sedis
    - Leptocephalus congroides D'Ancona, 1928

  - Genere Gorgasia Meek & Hildebrand, 1923
    - Gorgasia barnesi
    - Gorgasia cotroneii
    - Gorgasia galzini
    - Gorgasia hawaiiensis
    - Gorgasia inferomaculata
    - Gorgasia japonica
    - Gorgasia klausewitzi
    - Gorgasia maculata
    - Gorgasia naeocepaea
    - Gorgasia preclara
    - Gorgasia punctata
    - Gorgasia sillneri
    - Gorgasia taiwanensis
    - Gorgasia thamani

  - Genere Heteroconger Bleeker, 1868
    - Heteroconger balteatus
    - Heteroconger camelopardalis
    - Heteroconger canabus
    - Heteroconger chapmani
    - Heteroconger cobra
    - Heteroconger congroides
    - Heteroconger digueti
    - Heteroconger enigmaticus
    - Heteroconger hassi
    - Heteroconger klausewitzi
    - Heteroconger lentiginosus
    - Heteroconger longissimus
    - Heteroconger luteolus
    - Heteroconger mercyae
    - Heteroconger obscurus
    - Heteroconger pellegrini
    - Heteroconger perissodon
    - Heteroconger polyzona
    - Heteroconger taylori
    - Heteroconger tomberua
    - Heteroconger tricia[2].